# 下北弁
下北弁（しもきたべん）または下北方言（しもきたほうげん）は、青森県下北半島の大部分の地域（むつ市、下北郡、上北郡の横浜町、野辺地町北部）で話される日本語の方言である。東北方言の一つで、北奥羽方言に属す。下北半島は旧南部藩域であり、下北方言は南部方言の一部でもあるが、独自の方言を発達させており他の南部方言とは違いが大きい。本州最北端の地であるが、海上交通を介した他地域との交易の盛んだった開放的な地域であるため、津軽方言や北海道方言と似た面もあり、一方で下北独自面もみられる。

## 下北弁形成の歴史的背景
藩政時代、下北半島は南部藩（盛岡藩）に属していた。当時は青森ヒバや海産物の積み出しで賑わい、南部藩の重要な湊が開かれていた（下北七湊）。これらの産物は北前船によって上方に運ばれ、上方からは珍しい品々がもたらされた。また、物とともに京都祇園祭の流れをくむ祭り（田名部まつり、川内八幡宮例大祭、箭根森八幡宮例大祭など）、歌舞伎（福浦歌舞伎）などの文化がもたらされた。その陰には、上方や北陸地方の商人・船乗り・漁民の往来や移住があった。
また当時、南部藩と津軽藩は激しい対立関係にあったにもかかわらず、下北の人は海を介して津軽の人々と交流していた。これは、下北地方（代表として大湊ネブタがある）で古くからネブタが行われてきたことからもうかがえる。交流は上方や津軽のみならず、北海道の松前藩との間でも盛んであった。
近年においては、本州最北端である下北半島は海に囲まれた「陸の孤島」「最果て」と言われるが、下北の人にとって海は物理的に他の地域とを隔てるものではなく、有効に利用できるものであった。陸上交通が発達した昭和に入ってからも、漁民は漁船を使って北海道（主に渡島半島）や津軽方面へ出かけるといったことがあった。
このようにして、下北の言葉は、下北半島の南から陸上を伝って伝播したというより、海を介していろいろな地域の言葉の影響を受けながら形成されたものと考えられる。
戊辰戦争後、会津藩の斗南藩（となみはん）移封に伴い、約1万5千人以上の会津の人々が下北にやってきた。この影響で、下北弁には南奥羽方言的な特徴も垣間見られる。

## 音韻
音韻の特徴は北奥方言に共通する。
- 拗音の直音化の有無

下北弁を含む北奥方言では、拗音の直音化はほとんど見られない。拗音の直音化とは、「シュ、チュ、ジュ」の音が直音化され、「ス、ツ、ズ」と変化し発音されることである。たとえば「饅頭」が「まんズー」、「注意」が「ツーい」と発音されることを言い、南奥方言でみられる。
- 合拗音の出やすさ

「クヮ、グヮ」の発音がある。南部弁では出にくく、下北弁では出やすい傾向がある。
例）「菓子」が「クヮし」、「西瓜」が「すいグヮ」
- カ・タ行子音の有声化

子音「k、t、c」が母音に挟まれたとき、濁音化をおこす。
例）「開ける」が「あゲる」、「当たる」が「あダる」、「落ちる」が「おヂる」
- 通鼻音化とそれに伴う無声化

子音「b、d、z」の前に軽い鼻音「n」を伴って発音されることが多い。
例）「煙草」が「たンバご」（ta-n-ba-go）、「宿」が「やンド」（ya-n-do）、「水」が「みンズ」（mi-n-zu）
ただし、「旗」「はダ」と「肌」「はンダ」のような場合、区別して発音されているため、話者は混同することは無い。
- サ行の変化

「シャ、シ、シュ、シェ、ショ」と変化し発音されることが多い。
例）「背中」が「シェなが」、「様々」が「しゃまジャま」
「ジャ、ジ、ジュ、ジェ、ジョ」と変化し発音されることが多い。
例）「膝」が「ひんジャ」、「風邪」が「かんジェ」
- シ・ス・ツの区別

「乳」と「土」、「土」と「知事」といった区別がつきにくいのが東北方言の特徴と言われる。老年層に区別がつきにくい話者が多く、若年層では少ない。
- キの口蓋化とチの区別

たとえば、「着る」と「散る」の区別が南奥方言ではつきにくいといわれるが、南奥方言に比べ、口蓋化の度合いは低い。
- ハ行子音の音声

「ファ、フィ、フ、フェ、フォ」と発音されることが多い。古い発音の名残とみられる。
例）「屁」が「フェ」、「箒」が「フォぎ」
また、「ひゃ、ひゅ、ひょ」は「フャ、フュ、フョ」と発音されることが多い。
例）「百」が「フャぐ」、「漂白」が「フョーはぐ」
- 「ひ」の「ふ」化

例）「人」が「フと」、「ひきずる」が「フぐずる」、「ひろう」が「フらう」

## 文末表現など
特徴としては、待遇表現や丁寧な文末表現があること、一人称に「おら」をあまり用いないことなどがある（昭和初期までは使っていたようである）
- 下北弁の特徴に敬語表現がある。もてなしの表現には段階があり、昭和期のむつ市の田名部や大畑では、敬意の度合いが低い「来せ」と、より丁寧な「来さいん」、最も丁寧な「来さまい・来さまえ」の3段階となっていて、川内・脇野沢・佐井・大間などでは「来せ」と「来さいん」の2段階であった[2][4]。
- 丁寧な表現として、「そうですね」など相づちを打つときに使う「ほんだにし」という言葉がある。語尾に使われる「にし/にす」は弘前市周辺で使われる津軽弁の「ねす/ねし」の変形で、野辺地町以北で使う[5]。下北西部の佐井村、脇野沢村方面では「ぬす/ぬし」が用いられる[5]。「にし」は疑問形でも用いられ、「どうでしょうか」というときに「どうだべがにし」というように使われる。
- 「私」を意味する言葉に「わい」「わら」がある。これは下北弁の大きな特徴である。会話の中で頻繁に用いられる一人称が、上北・三八地方の南部弁、津軽弁と異なるということは、特筆すべきことである。「わい」は男女問わず使い、「わら」は女性が使う。東北地方の方言で広域分布する「おら」「おれ（方言としての）」はほとんど用いない。
- 「私のところの」を意味する言葉に「わいほの」「わほの」「うぇほの」「いの」「えの」がある。南部弁（上北・三八地方）の「おらえの」、津軽弁の「おらほの」のような「おら」を用いた表現はほとんど下北弁ではみられない。

## 下北弁特有の言葉
下北弁には南部弁や津軽弁と共通する語も多く存在するが、下北弁特有の言葉もある。
- わい、わら：私　（青森県全域で用いられる「わ」も使う）
- ～さまい：～してください

あがさまい（お上がり下さい）、ねまさまい（お座り下さい）
- ～さい：～しなよ　（特に北通りで使う）

あがさい（上がりなよ）、ねまさい（すわりなよ）
- ～にし、～ぬし：～ね、～か[2]

よぐ来たにし（よく来てくださいましたね）、ほんだにし（そうですね）、どんだべにし（どうですか）
- ～して：～から（理由）[2]

行ってきたして（行ってきたから）、へったして（そうだから）
- ～たて、～たって：～だけれども[2]

へたたって（そういうけれども）、ねむてぇたって（眠たいけれども）
- ～みんた：～のようだ、～みたいだ

行ってきたみんた（行ってきたようだ）

## 日本の他地域と共通する方言単語
下北弁には日本の他地域と共通する方言単語がある。
- ～ばって：～だけれども

九州地方の方言「ばってん」と系統を同じにする。特に西通りと横浜町で使われる。津軽弁でも用いるが、南部弁では「～ばって」よりも「～ども」を用いる。また、下北では「～ばって」から派生したと考えられる「～たって」が下北地方広域で用いられている。
へたばって（そういうけれども）、行ってきたばって（行ってきたけれども）
- ～せ：～ね、～しなよ　特に西通りの言葉に多くみられる。

あのせ、これはお客様のものでせ。（あのね、これはお客様のものなのね。）
あがっせ（上がりなよ）
- ～して：～だから

「～だから」をあらわすことばとして、「～すけ」というのがある。これは新潟県の中越地方や下越地方でも用いられているが、青森県の津軽地方の方言にはみられない。「～すけ」は上方の「～さかい」系の言葉である。青森県では南部地方で多く用いられる。下北では「～すけ」から派生したとみられる「～すて」「～して」が多用されている。少数ではあるが、年配者で「～すけ」を用いる人がいたが、現在ではほとんどなくなりつつある。
行ってきたして（行ってきたから）、へったして（そうだから）
- おっきに：ありがとう

上方で用いられる「おおきに」に由来する。現在では使用する人も少なくなった。「どもども。おっきに、おっきに」と繰り返し言葉で使われる。とくに、西通り、北通りで使われている。北海道八雲町(旧熊石町)でも「おっきに」が使用される（旧熊石町ホームページより）。
- わい：私

関西地方や広島県で用いられる一人称代名詞と同様。下北弁において一人称の複数形は「わいど」になる。
- ～でぇ：～よ

たとえば、「違うよ」は下北弁で「違うでぇ」という。これが大阪弁では「ちゃうでぇ」となる。また、「行くよ」は下北弁で「行ぐでぇ」となり、大阪弁では「行くでぇ」となる。アクセントや「でぇ」の前にくる方言単語の違いこそあれ、「でぇ」の用法は全く同じである。

## 露日辞典の中の下北弁
1744年（延享元年）11月14日、千石船多賀丸(1,200石)が佐井湊（下北郡佐井村）を出航した。佐井湊を出たのち、多賀丸は大畑湊(むつ市大畑町)に立ち寄り、大豆・昆布・鰯糟などを積み込んで江戸に向かった。航海の途中、不運なことに多賀丸は暴風に遭って難破した。難破した多賀丸は漂流し、翌1745年（延享2年）4月13日、多賀丸は千島列島の温禰古丹島に漂着した。
多賀丸の乗組員17名の大部分が下北半島の出身であった。温禰古丹島に漂着時には、すでに6名が死亡しており、次いで多賀丸船主の竹内(伊勢屋)徳兵衛も亡くなった。残りの10名はカムチャツカ半島に送られた。10名は厚遇された上にロシア名までもらった。この内の3名は現在の岩手県宮古市の出身であったという。
日本人漂着の報を聞きつけたロシア政府は、この中から優秀な者5人を選び、首都ペテルブルクに招き、日本語学校の教師にした。やがて彼らはペテルブルクにてロシア人と結婚し、家庭を築いたが、1754年（宝暦4年）に日本語学校イルクーツク移転にともない、彼らもまた移動を余儀なくされた。
このとき、イルクーツクでロシアで初の「露日辞典」が編集された。編集にたずさわったのは、日本語教師となった多賀丸の船乗りたちであった。その日本語は、下北や宮古のことばであった。1792年にロシアの通商アダム・ラクスマンが根室にやってきたが、このとき通事たちが携帯してきた辞書はこの「露日辞典」だったといわれる。

## 映画・ドラマの中の下北弁
下北地方を舞台にしているにもかかわらず、下北弁の方言指導がついた作品は数少ない。どういうわけか津軽弁や南部弁の方言指導が付けられることも多々ある。以下の作品は下北弁の方言指導がつけられた作品である。
- 魚影の群れ　(1983)
- 青いうた～のど自慢 青春編～　(2006)

## 外部資料
- 下北弁辞典
- 青森県むつ市方言調査報告書 2020年3月、青井隼人・木部暢子編、国立国語研究所